# Ostmadagaskarstrom
Der Ostmadagaskarstrom ist eine warme Meeresströmung im Indischen Ozean.
Er ist der westliche Teil des Südäquatorialstroms und fließt beginnend bei etwa 20° S entlang der Ostküste Madagaskars in südliche Richtung. Mit dem Mosambikstrom vereinigt er sich zum Agulhasstrom. Außerdem ist er Quelle einer Meeresströmung von der Südspitze Madagaskars ostwärts nach Australien bei etwa 25° S.